# Folashade Abugan
Folashade Abugan, née le 17 décembre 1990 à Akure au Nigeria, est une athlète nigériane spécialiste du 400 mètres.
Sélectionnée à l'âge de quinze ans pour les Jeux du Commonwealth de 2006, Folashade Abugan remporte la médaille d'argent du relais 4 × 400 m aux côtés de ses coéquipières du Nigeria. Elle participe ensuite aux Championnats du monde juniors de Pékin où elle se classe huitième du 400 m et deuxième du relais 4 × 400 m. En 2008, elle remporte deux médailles lors des Championnats d'Afrique tenus à Addis-Abeba : l'argent sur 400 m (50 s 89) derrière la Botswanaise Amantle Montsho, et l'or sur le relais 4 × 400 m. Plus tard dans la saison à Bydgoszcz, elle devient championne du monde junior du 400 m en 51 s 84, devant l'Américaine Jessica Beard. 
En 2010, Folashade Abugan remporte la médaille d'argent du 400 m et du relais 4 × 400 m des Jeux du Commonwealth de New Delhi, mais est déchue par la suite de ces deux médailles après avoir fait l'objet d'un contrôle antidopage positif. Elle est suspendue deux ans par la Fédération internationale d'athlétisme.

## Palmarès
| Date | Compétition                    | Lieu        | 400 m | 4 × 400 m |
| ---- | ------------------------------ | ----------- | ----- | --------- |
| 2006 | Jeux du Commonwealth           | Melbourne   |       | 2e        |
| 2006 | Championnats du monde juniors  | Pékin       | 8e    | 2e        |
| 2007 | Jeux panafricains              | Alger       | 3e    | 1re       |
| 2008 | Championnats d'Afrique         | Addis-Abeba | 2e    | 1re       |
| 2008 | Championnats du monde juniors  | Bydgoszcz   | 1re   |           |
| 2008 | Jeux olympiques                | Pékin       |       | 5e        |
| 2009 | Championnats d'Afrique juniors | Bambous     | 1re   | 1re       |
| 2009 | Championnats du monde          | Berlin      |       | 5e        |
| 2010 | Championnats d'Afrique         | Nairobi     | 3e    | 1re       |
| 2010 | Coupe continentale             | Split       |       | 3e        |
| 2014 | Championnats du monde en salle | Sopot       |       | 5e        |
| 2014 | Relais mondiaux de l'IAAF      | Nassau      |       | 3e        |
| 2014 | Jeux du Commonwealth           | Glasgow     | 4e    | 2e        |
| 2014 | Championnats d'Afrique         | Marrakech   | 1re   | 1re       |
| 2014 | Coupe continentale             | Marrakech   | 6e    | 3e        |